# Victor de Camerin
Victor de Camerin, mort en 1414 au château du Mont-Notre-Dame, est un prélat français du XVe siècle, évêque de Soissons. 

## Éléments biographiques
Victor de Camerin est maître en théologie et  confesseur de la duchesse d'Orléans. 
Il est évêque de Soissons de 1404 à 1412. Camerin confirme la fondation des célestins de Villeneuve. Prévoyant les suites de la révolte des bourguignons, Victor de Camerin quitte Soissons et se retire dans son château du Mont-Notre-Dame. 

## Source
- La France pontificale [réf. incomplète]